# Thomas Eakins
Thomas Cowperthwait Eakins (25/7/1844 – 25/6/1916) là nam họa sĩ tranh hiện thực, nhiếp ảnh gia, nhà điêu khắc và giảng viên nghệ thuật người Mỹ. Ông được công chúng coi là một trong số những họa sĩ quan trọng nhất của nền hội họa Mỹ.